# Megtörtént bűnügyek (televíziós sorozat)
A Megtörtént bűnügyek 1973 és 1979 között készült fekete-fehér és színes, 8 részes magyar krimisorozat, ami Fóti Andor Különös randevú, valamint Mág Bertalan A holtak nem beszélnek és Zsákutca című könyve alapján készült. A Magyar Televízió első olyan krimisorozata, amelyben már nem a kémkedés volt a téma. Rendezői Bácskai Lauró István és Mészáros Gyula voltak. Minden epizód egy-egy önálló történet, ami egy megtörtént bűnesetet dolgoz fel. A sorozat 1-7. részét fekete-fehérben, a 8. részét színesben forgatták le (az utolsó részben már mások a főszereplők, és a rendező is más).
A történetek a '40-es évek végén, valamint az '50-es, '60-as években játszódnak. A könyvben Fóti Andor és Mág Bertalan a saját nevén szerepel, a sorozat készítői viszont kitaláltak egy közös karakter Csipke őrnagy (a '60-as években játszódó epizódokban már alezredes) személyében (az utolsó részben Mátyus őrnagynak hívják).

## Szereplők
- Avar István – Csipke őrnagy/alezredes (Fóti Andor/Mág Bertalan) (7 epizód)
- Kertész Péter – Gál Péter főhadnagy/százados (5 epizód)
- Schütz Ila – Erzsike, titkárnő (5 epizód)
- Horváth László – Kertes főhadnagy/százados (2 epizód)
- Dégi István – Bordás főhadnagy (2 epizód)
- Tóth Judit – Kamilla (2 epizód)
- Kállai Ferenc – Petalion Aladár/Mátyus őrnagy (Mág Bertalan) (2 epizód)
- Dunai Tamás – Kosaras főhadnagy (1 epizód)
- Benkő Péter – Vencel, hadnagy (1 epizód)
- Pásztor Erzsi – Petalion exbarátnője/Margitka (2 epizód)
- Kiss Gábor – nyomozó (5 epizód)
- Gyimesi Tivadar – Gedő Tivadar, nyomozó (6 epizód)
- Reinitz György – Brenner/Németh Rudolf főhadnagy (5 epizód)
- Uri István – Jocó, nyomozó (3 epizód)
- Garics János – Buldog, nyomozó (2 epizód)
- Komlós András – Berci, technikus (3 epizód)
- Baracsi Ferenc – igazságügyi orvosszakértő (2 epizód)

## Epizódok
Az első 5 epizódot a Szombat este műsorblokk keretén belül mutatták be.
| # | Cím                    | Rendező              | Író                                      | Premier              |
| --- | ---------------------- | -------------------- | ---------------------------------------- | -------------------- |
| 1. | Száraz Martini         | Bácskai Lauró István | Maár Gyula                               | 1974. április 13.    |
| Alapmű: Fóti Andor: A sírköves tragédiája A régiségeket és ékszereket gyűjtő Tamás doktort egyik reggel holtan találják dolgozószobájában. A gyanú unokahúgára terelődik. Közben meggyilkolják Tausz Albert sírkőfaragót is, akinek komoly gondjai voltak feleségével, éppen ezért az asszonyt gyanúsítják. Ám ekkor kiderül, hogy a gyilkosságokat ugyanazzal a pisztollyal követték el. És az is biztos, hogy a tettes utálja a száraz Martinit. Epizódszereplők: Mensáros László, Sunyovszky Szilvia, Csákányi László, Almási Éva, Koltai János, Kaló Flórián, Szénási Ernő, Szabó Ottó, Tóth A. Péter, Zoltay Miklós, Nagy István, Gerbár Tibor |                        |                      |                                          |                      |
| 2. | A négylevelű lóhere    | Bácskai Lauró István | Maár Gyula                               | 1974. július 13.     |
| Alapmű: Fóti Andor anyagából Váratlanul eltűnik egy asszony, akinek négylevelű lóhere formájú ékszerét megtalálják a szappantartó alatt vérfoltokkal. A férj és a szerető egyaránt gyanúsított. A nyomok azonban arra utalnak, hogy a tettes feltehetőleg nő lehetett. Epizódszereplők: Szilágyi Tibor, Némethy Ferenc, Monori Lili, Koncz Gábor, Felföldi Anikó, Basilides Zoltán, Sándor Böske, Szabó Imre |                        |                      |                                          |                      |
| 3. | Gyilkosság Budán       | Bácskai Lauró István | Maár Gyula                               | 1974. szeptember 14. |
| Alapmű: Fóti Andor anyagából A külföldről kapott ajándékcsomagból élő özvegy Hevessyné rablótámadás áldozata lesz. A gyanú előbb a házvezetőnőre, majd egy zavaros ügybe keveredett fiatalemberre terelődik. A boltosné hívja fel a figyelmet az előző házvezetőnő személyére. A nyomozás nagy lendülettel folyik tovább ezen a szálon. Epizódszereplők: Makay Margit, Rajz János, Nagy Anna, Timár Béla, Gór Nagy Mária, Vogt Károly, Bánsági Ildikó, Csonka Endre, Darás Léna, Kránitz Lajos, Csányi János, Papp János, Velenczey István, Kelemen Éva, Jani Ildikó, Orsolya Erzsi |                        |                      |                                          |                      |
| 4. | A müncheni férfi       | Bácskai Lauró István | Bácskai Lauró István                     | 1976. augusztus 7.   |
| Alapmű: Mág Bertalan: A piros autó 1949-ben meggyilkolnak egy fiatal nőt. 11 évvel később rálőnek egy férfira, és holtan találnak egy másik férfit a lakásán. A gyilkosságok között összefüggés van. Epizódszereplők: Iványi József, Pécsi Ildikó, Kautzky József, Velenczey István, Harkányi Endre, Gyenge Árpád, Lengyel Erzsi, Horváth Pál, Soós Lajos, Pethes Csaba, Jeney István, Horesnyi László, Besztercei Pál, Joó Piri, Tarsoly Elemér, Dobránszky Zoltán, Kollár Béla, Sütő Irén, Ambrózy István, Mikes Emma, Téri Árpád, Hajdu Endre |                        |                      |                                          |                      |
| 5. | Azon az éjszakán...    | Bácskai Lauró István | Maár Gyula                               | 1976. december 18.   |
| Alapmű: Fóti Andor: Egy holttest hiányzik Egy házmester bejelenti, hogy az egyik lakó véresen hozta vissza a kölcsönkért súrolókefét, ráadásul három nagy bőrönddel távozott. Nemsokára Bajánál a Duna egy feldarabolt női holttest csonkjait veti ki a partra. Epizódszereplők: Körmendi János, Soós Edit, Hacser Józsa, Horváth Gyula, Bánhidi László, Horkai János, Tarján Györgyi, Galgóczy Imre (hangja: Komlós András), Vándor József, Kéri Edit, Pogány Margit, Almási Albert, Gyukár Tibor |                        |                      |                                          |                      |
| 6. | Iskolatársak voltak    | Bácskai Lauró István | Bácskai Lauró István és Herczenik Miklós | 1978. szeptember 22. |
| Alapmű: Mág Bertalan bűnügyi története A sorozat leghosszabb epizódjában sorozatgyilkosságok után nyomoz a rendőrség. Az áldozatok eltorzult arccal, félmeztelenül kerülnek elő. Minden jel arra mutat, hogy az áldozatok egytől-egyig disszidensek. Az egyik holttest közelében találnak egy F. G. monogrammal jelzett zsebkendőt, a nyomozás ezen a szálon folyik tovább. Epizódszereplők: Nagy Attila, Bordán Irén, Holl István, Bara Margit, Horesnyi László, Kelemen Éva, Miklósy György, Tánczos Tibor, Geréb Attila, Mányai Zsuzsa, Urbán Erika, Sugár István, Almási Albert (hangja: Szabó Ottó), Rákosi Mária, Gosztonyi János, Romhányi Rudolf |                        |                      |                                          |                      |
| 7. | A kiskirály            | Bácskai Lauró István | Bácskai Lauró István                     | 1980. május 2.       |
| Alapmű: Mág Bertalan bűnügyi története Epizódszereplők: Polgár Géza, Bihari József, Bánffy György, Baranyi László, Kristóf Tibor, Solti Bertalan, Kóti Árpád, Paudits Béla, Mécs Károly, Csurka László, György László, Halász László, Simon Géza, Kenderesi Tibor, Petur Ilka, Orsolya Erzsi, Zoltay Miklós, Galgóczy Imre, Horváth József, Csikos Gábor, Sörös Sándor 1955-ben találnak egy holttestet a Rába-parton. A hatósági eljárás során - bár van gyanúsított - öngyilkosságot állapítanak meg, s az ügyet lezárják. Az áldozat nagyapja azonban nem nyugszik bele az ítéletbe. Két évvel később utánajár az ügynek, eljut egészen a miniszterig. A nyomozással Csipke őrnagyot és csapatát bízzák meg, akik kivonulnak a Vas megyei faluba. Az új vizsgálat mindent elölről kezd, s a faggatások révén megdöbbentő dolgok kerülnek napvilágra... |                        |                      |                                          |                      |
| 8. | A holtak nem beszélnek | Mészáros Gyula       | Bán Róbert                               | 1980. szeptember 13. |
| Alapmű: Mág Bertalan novellájából A sorozat egyetlen színesben forgatott epizódjában Sugár György mérnök késő éjszaka ér haza, és azt veszi észre, hogy feleségét és gyerekeit meggyilkolták. Közben rálőnek Sugár szeretőjére, a Normafánál meg egy felakasztott női holttestet találnak, akiről kiderül, hogy régen Sugár szeretője volt. A Mátyus őrnagy által vezetett nyomozás meglepő fordulatokat eredményez. Epizódszereplők: Gáti Oszkár, Frajt Edit, Dózsa László, Balkai Géza, Izsóf Vilmos, Sinkó László, Varga Irén, Némethy Ferenc, Ambrus András, Kádár Flóra, Korcsmáros György, Ladomerszky Margit, Horkai János, Benkóczy Zoltán, Szerencsi Hugó, Haraszin Tibor, Zentai Ferenc |                        |                      |                                          |                      |

## Bakik
- A 40-es, 50-es évek fordulóján játszódó 1. "Száraz Martini" epizódban a Budapest – Bécs viszonylatú vonat egyvágányú, nem villamosított vasútvonalon halad, miközben a Budapest–Bécs-vasútvonal ekkor már kétvágányú, villamosított vasútvonal volt.
- A 4. "A müncheni férfi" epizód cselekménye részben 1949-ben, részben 1960-ban játszódik. Az 1960-ban játszódó jeleneteknél többször tűnnek fel Ikarus 250-es autóbuszok, és Lada 1200-es gépkocsik, amiket csak a '70-es években kezdtek gyártani.
- Az 5. "Azon az éjszakán..." epizódban kb. a 40. percnél Körmendi János alezredesnek szólítja az Avar István által alakított Csipkét, a következő pillanatban meg véletlenül őrnagynak.
- Reinitz György nyomozó karakterét egyes epizódokban Brennernek, más epizódokban meg Németh Rudolfnak hívják.

## Érdekességek
- Erzsike, titkárnő (Schütz Ila) és Gedő nyomozó (Gyimesi Tivadar) karakterével Fóti Andor könyveiben találkozhatunk, a sorozat készítő viszont a Mág Bertalan történetéből készült epizódokba is betették őket. Bordás őrnagy (Dégi István) karakterével Mág Bertalan könyveiben találkozhatunk, viszont a sorozat készítői az egyik Fóti Andor történetéből készült epizódba is betették. Gál és Kertes nyomozók karaktere a sorozat készítőinek a kitalációja, a könyvben mindig más nevű nyomozók segítik az írók nyomozói munkáját.
- A sorozat három évadának egyik fő koncepciója volt, hogy az évadnyitó epizód általában a '40-es, '50-es évek fordulóján játszódik, még az évadzáró rész a '60-as években. Emiatt van az, hogy a '60-as években játszódó 3. és 5. rész után a 4. és 7. rész mindig legalább 10-15 évvel korábban játszódik, a főszereplő nyomozóknak meg ezért lesz ismét alacsonyabb a rangjuk (őrnagy/alezredes, illetve főhadnagy/százados).
- Bara Margitnak a sorozat 6. része (Iskolatársak voltak) volt az utolsó filmszerepe, ő ugyanis ezt követően felhagyott a színészettel.
- Németh főhadnagy (Reinitz György) keresztneve a könyvekben László, itt Rudolf.
- Erzsike, a titkárnő csak itt viselkedik a nyomozók számára fárasztó módon, a könyvben teljesen normális.
- Vannak színészek akik több epizódban is feltűnnek, de más szerepben. Pl.: Kállai Ferenc, Pásztor Erzsi, Némethy Ferenc, Horesnyi László, Kelemen Éva, Orsolya Erzsi, Velenczei István, Horkay János, Almási Albert, Sugár István, Galgóczy Imre, Zoltay Miklós stb.
- A kiskirály című 7. részt 1977-ben forgatták, de csak 3 évvel később, 1980-ban mutatták be.
- A kiskirály című 7. rész helyszíne a történet szerint két szomszédos Rába-parti település Vas megyében, Rempe és Hollós. Ilyen nevű települések nincsenek, viszont a környéken van egy Nemesrempehollós nevű település, ami 1937-ben Nemeshollós és Rempehollós nevű települések egyesítésével jött létre.
- A Maár Gyula által írt epizódokban a nyomozók magázó viszonyban vannak, míg a Bácskai Lauró István által írt epizódokban javarészt tegezik egymást.

## Kapcsolódó filmek
- 1972-ben került bemutatásra Fejér Tamás: Hekus lettem című egész estés mozifilmje, amely Fóti Andor történeteit meséli el.
- 1980-ban mutatták be Rényi Tamás: Két pisztolylövés című 3 részes tévéfilmsorozatát, amely Mág Bertalan azonos című regényéből készült.
- 1979-ben forgatták, majd 1981-ben került bemutatásra Bednai Nándor: Halál a pénztárban című egész estés tévéfilmje, amely többek közt Fóti Andor: Kelepcében az alvilág című könyvének Gyilkosság decemberben című epizódját dolgozza fel mai környezetben.
- 1981-ben került bemutatásra Bácskai Lauró István: Utolsó alkalom című egész estés tévéfilmje, amely javarészt Fóti Andor: Szemben a bűnözőkel című könyvének Gyilkosság a Lehel úton című epizódját dolgozza fel, szintén mai környezetbe.